# Mireille Derebona-Ngaisset
Mireille Derebona-Ngaisset (* 19. Mai 1990) ist eine ehemalige zentralafrikanische Mittelstreckenläuferin, die sich auf den 800-Meter-Lauf spezialisiert hat.
Sie trat bei den Olympischen Sommerspielen 2008 in Peking an. Im Wettlauf über 800 m wurde sie in den Vorläufen disqualifiziert. Außerdem diente sie als Fahnenträgerin bei der Eröffnungsfeier.
Sie nahm auch an den Leichtathletik-Weltmeisterschaften 2007 in Osaka teil.